# Niphona similis
Niphona similis är en skalbaggsart som beskrevs av Stefan von Breuning 1938. Niphona similis ingår i släktet Niphona och familjen långhorningar.
Artens utbredningsområde är Moçambique. Inga underarter finns listade i Catalogue of Life.